# Temnothorax xiazhi
Temnothorax xiazhi (лат.) — вид мелких муравьёв рода Temnothorax из подсемейства мирмицины (Formicidae). Встречается в Китае.

## Этимология
Видовое название T. xiazhi происходит от слова «Xiazhi» (夏至, «сячжи», «середина лета»), обозначающего один из 24 сроков (знаков зодиака) традиционного Китайского солнечного календаря (знак Рак, с 21 июня).

## Распространение
Китай: провинция Юньнань.

## Описание
Мелкие муравьи (около 3 мм), основная окраска тела черновато-коричневая. Новый вид сходен с T. argentipes (Wheeler, 1928), но отличается тем, что у нового вида спинная поверхность головы густо продольно морщинистая в центральной части, проподеальные шипы грубо треугольные и немного длиннее их основания, цвет тела коричневато-чёрный, брюшко чёрное; у T. argentipes спинная поверхность головы грубо сетчатая в центральной части, проподеальные шипы тонкие и намного длиннее их основания, цвет тела красновато-коричневый, голова и брюшко чёрное. Новый вид также сходен с T. dong, но отличается тем, что у нового вида дорсум мезонотума и проподеума прямой при боковом виде, проподеальные шипы короче половины длины наклонной поверхности, дорсум головы продольно морщинистый и без пунктур; у T. dong дорсум мезонотума и проподеума слабо выпуклый при боковом виде, проподеальные шипы длиннее половины длины наклонной поверхности, дорсум головы продольно морщинистый с пунктурами. Новый вид также сходен с T. lixia, но отличается тем, что у нового вида дорсум мезонотума и проподеума прямой при боковом виде, петиолярный узел относительно тонкий и без дорсальной поверхности, мезосомальные стороны мелко сетчатые; у T. lixia дорсум мезонотума и проподеума слабо выпуклый при боковом виде, петиолярный узел относительно толстый и с наклонной дорсальной поверхностью, мезосомальные стороны крупно сетчатые. Заднегрудь угловатая, с короткими проподеальными шипиками. Грудь и голова сверху с морщинками, профиль ровный, без промезонотального и метанотального шва. Брюшко гладкое и блестящее. Усики 12-члениковые. Вид был впервые описан в 2024 году китайскими мирмекологами Yu-Han Qian и Zheng-Hui Xu (Southwest Forestry University, Куньмин, Юньнань) по типовым материалам из Китая.

### Комментарии
1. ↑  В западном календаре это соответствует первой половине зодиакального знака Рак (с 21 июня), а в переводе означает «середина лета». Второй половине соответствует xiaoshu и назван вид Temnothorax xiaoshu.